# 今晨6点
《今晨6点》是烟台日报社主办的一份都市报，总部位于中华人民共和国山东省烟台市。《今晨6点》创刊于2003年2月26日，主要在烟台和威海两地发行。 2019年起，报刊停刊。